# Fjällhuvad munia
Fjällhuvad munia (Lonchura hunsteini) är en fågel i familjen astrilder inom ordningen tättingar.

## Utbredning och systematik
Fjällhuvad munia förekommer i Bismarckarkipelagen på ön Niu Ailan. Tidigare inkluderades lavongaimunian i arten, men denna urskiljs numera vanligen som egen art.

## Status
Arten har ett begränsat utbredningsområde, men beståndet tros vara stabilt. IUCN kategoriserar arten som livskraftig. Notera att IUCN dock inkluderar lavongaimunian i bedömningen.

## Namn
Fågelns vetenskapliga artnamn hedrar Carl Hunstein (1843-1888), tysk kolonial administratör på New Guinea 1885-1888.